# Russenorsk jezik
Russenorsk (dosl. „ruski norveški”, rus. руссено́рск) bio je pidžinski jezik kojim su se koristili norveški i ruski trgovci iz Tromsøa i Kole te lovci na kitove u 18. i 19. stoljeću. Ekstenzivno se koristio tijekom 150-ak godina za vrijeme Pomorske trgovine. Smatra se bitnim za teorije pidžinskih jezika zbog geografske udaljenosti od većine drugih posvjedočenih pidžina u svijetu. 
Jezik je poglavito pratio strukturu norveškoga jezika uz obilježja preuzeta iz ruskoga. Očuvano je oko 400 riječi, većinom iz razgovora o cijenama, trgovini, vremenu, vjetru i obitelji. Vokabular je bio ograničen, ali ne isključivo na navedene teme, zahvaljujući tomu što su Rusi u Norveškoj nerijetko ostajali preko zime, zbog čega je pronašao uporabu i u drugim kontekstima.
Godine 1928., slavist Olaf Broch sakupio je opsežnu količinu materijala na jeziku. 

## Primjeri
| russenorsk                                   | hrvatski                                        |
| -------------------------------------------- | ----------------------------------------------- |
| Moja på tvoja.                               | Pričam na tvom jeziku.                          |
| Kak sprek? Moja njet forsto.                 | O čemu pričaš? Ne razumijem.                    |
| å råbbåte                                    | raditi                                          |
| kleba                                        | kruh                                            |
| Ju sprek på moja kantor kom.                 | Rekao si doći u moj ured.                       |
| Tvoja fisk kopom?                            | Hoćeš li kupiti ribe?                           |
| Saika kopom i på Arkangelsk på gaf spaserom. | Kupit ću kolju i ići ćemo plivati u Arhangelsk. |
| Kak pris? Mangeli kosta?                     | Kolika je cijena? Koliko košta?                 |
| Eta grot dyr. Værsegod, på minder prodaj!    | To je jako skupo, prodaj za manje!              |